# Earned Run Average
Earned Run Average (ERA) ist eine Statistik im Baseball, die angibt, wie viele gegnerische Runs (Punkte) ein Pitcher durchschnittlich in neun Innings zulässt. Hierzu werden üblicherweise die Earned Runs und die Inning Pitched seit Saisonbeginn Summiert (bei Boxscores bis zum Ende des Spiels). In die Berechnung gehen aber nicht alle Runs ein, die dieser Pitcher abgegeben hat, sondern nur die sogenannten Earned Runs. Gemäß den Scoringregeln werden nur die Runs als Earned Runs gezählt, die ohne die Hilfe von Errors und Passed Balls erzielt werden. Damit soll die Leistung der Defense herausgerechnet werden, so dass der Earned Run Average nur die Qualität des Pitchings misst. Der Earned Run Average gibt also an, wie viele Punkte eine gegnerische Mannschaft gegen diesen Pitcher erzielen würde, wenn dieser eine volle Partie (ohne Extra-Innings) durchpitchen würde und seine Mannschaft in der Defensive keine Fehler macht.
Ob ein Run ein Earned Run ist, entscheidet der Offizielle Scorer, indem er den Spielverlauf ohne Errors und Passed Balls rekonstruiert. Alle Runs, die in diesem fiktiven Spiel erzielt werden, sind Earned Runs. Die Bestimmung der Earned Runs ist aufgrund der komplexen Regeln eine der schwierigsten Aufgaben des Scorers.
Obwohl die Leistungen der Defensive nicht völlig herausgerechnet werden können, gilt der Earned Run Average trotzdem als aussagekräftige Statistik und als wichtigste Statistik im Pitchingbereich.
Berechnet wird der ERA mithilfe der Formel:
{\displaystyle {ERA}=9\cdot {\frac {\mathrm {Earned~Runs~Allowed} }{\mathrm {Innings~Pitched} }}}
mit:
- Earned Runs Allowed = Earned Runs, die der Pitcher abgegeben hat.
- Innings Pitched = Anzahl der Innings, die ein Pitcher im Laufe der Saison gespielt hat.

## Ewige Bestenliste
| Rang | ERA  | Spieler        | Team(s)                       | Jahr(e)              |
| ---- | ---- | -------------- | ----------------------------- | -------------------- |
| 1    | 1,82 | Ed Walsh       | Chicago (AL), Boston (NL)     | 1904–1917            |
| 2    | 1,89 | Addie Joss     | Cleveland (NL)                | 1902–1910            |
| 3    | 1,89 | Jim Devlin     | Chicago (NA), Louisville (NL) | 1875–1877            |
| 4    | 2,02 | Jack Pfiester  | Pittsburgh (NL), Chicago (NL) | 1903–1904, 1906–1911 |
| 5    | 2,03 | Smoky Joe Wood | Boston (AL), Cleveland (AL)   | 1908–1915, 1917–1922 |